# Filip Ušák
Filip Ušák (* 3. září 1989 Děčín) je český politik a podnikatel, v letech 2020 až 2024 zastupitel Ústeckého kraje, v letech 2014 až 2018 starosta města Benešov nad Ploučnicí na Děčínsku, místopředseda OS Děčínsko.

## Život
Absolvoval Gymnázium Děčín. Dále pak studoval obor veřejná správa na Právnické fakultě brněnské Masarykovy univerzity.
V letech 2010 až 2011 působil jako redaktor Děčínského deníku. Zároveň se angažoval jako občanský aktivista, byl členem řady spolků a aktivní v několika projektech – Spolek nad Ploučnicí (od srpna 2014 do června 2015 místopředseda rady spolku), OPS České Švýcarsko, Občané proti hazardu či Spolek absolventů gymnázia Děčín.
Od roku 2018 se živí jako OSVČ, zabývá se poradenstvím ve veřejné správě a regionálním rozvoji. Od srpna 2019 je navíc jednatelem společností Educata a Invito Job. Působí také jako asistent senátora za obvod č. 33 – Děčín Zbyňka Linharta.
Filip Ušák žije ve městě Benešov nad Ploučnicí na Děčínsku. Má dceru Ellu.

## Politické působení
V komunálních volbách v roce 2010 kandidoval jako nezávislý za subjekt „KOALICE PRO BENEŠOV“ (tj. hnutí STAN a nezávislí kandidáti) do Zastupitelstva města Benešov nad Ploučnicí, ale neuspěl (stal se však prvním náhradníkem). Stal se zastupitelem, členem Kontrolního výboru a později i předsedou Výboru pro rozvoj města.
V roce 2014 v komunálních volbách obhájil mandát zastupitele v Benešově nad Ploučnicí, když byl lídrem kandidátky subjektu „Koalice PRO Benešov“. Dne 10. listopadu 2014 byl zvolen v 25 letech starostou města. V roce 2017 na něj radní Pavel Urx podal trestní oznámení a Policie ČR prověřovala podezření z poškození finančních zájmů Evropské unie a zneužití pravomoci úřední osoby. Podle oznámení měl totiž Ušák podat žádost o dotaci a podepsat prohlášení o financování akce, aniž by věc projednal v radě nebo zastupitelstvu města. Trestní oznámení bylo nakonec odloženo, jelikož se neprokázalo porušení zákona. Ve volbách v roce 2018 obhájil mandát zastupitele města, opět jako lídr vítězné kandidátky subjektu „Koalice PRO Benešov“. Novým starostou se však dne 22. listopadu 2018 stal Pavel Urx.
V krajských volbách v roce 2020 byl lídrem kandidátky hnutí STAN v Ústeckém kraji a stal se krajským zastupitelem. V krajském zastupitelstvu působil jako předseda nejsilnějšího opozičního zastupitelského klubu Starostů a nezávislých (STAN) a také jako člen Finančního výboru a Dopravní komise.
V krajských volbách v roce 2024 vedl z pozice nestraníka za hnutí Hlas samospráv (HS) kandidátku subjektu „USZ, SD-SN, SpV, HS“ do Zastupitelstva Ústeckého kraje. Tímto krokem přestala jeho spolupráce s hnutím STAN. Ve volbách nicméně neuspěl. Uskupení získalo jen 1,98 % hlasů a do krajského zastupitelstva se nedostalo.